# Метарейтинг
Metaratings.ru (або  'Метарейтинг' ) — спортивний інтернет-портал про букмекерські контори, ставки та прогнози на спорт англійською та російською мовами, що базується в Москві (Росія). Премія «Золотий сайт 2020».

## Історія
Працює з 24 грудня 2018 року. Головний редактор: Сергій Бреговський. Регіональні версії: Білорусь, Росія (metaratings.ru), США, Таджикистан, Узбекистан, Україна (meta-ratings.com. ua). Основна спеціалізація в таких видах спорту, як футбол, хокей, кіберспорт.
Згідно з дослідженням компанії «Медиалогія» Метарейтинг розташований на 10 місці в Топ-20 найбільш цитованих ЗМІ спортивної галузі за 2020 рік.

## Нагороди
- Премія «Золотий сайт 2020» — спецприз в номінації «Сайт стартапу»[3].